# Tetraneura iriensis
Tetraneura iriensis är en insektsart. Tetraneura iriensis ingår i släktet Tetraneura och familjen långrörsbladlöss. Inga underarter finns listade i Catalogue of Life.